# Regionalflughafen Dothan

i7
i11
i13
Der Dothan Regional Airport (IATA-Code: DHN, ICAO-Code: KDHN) ist ein öffentlicher Flughafen, 11 km nordwestlich von Dothan im Dale County, Alabama in den Vereinigten Staaten. Dothan Regional ist ein überwiegend militärisch ausgerichteter Flughafen, wobei 50 % aller Flüge als Militärflüge gekennzeichnet sind, die durch die 280. Combat Communications Squadron der Alabama Air National Guard.

## Flughafendaten
Er hat zwei Asphaltpisten: eine mit 2590 m Länge und 46 m Breite und eine mit 1676 m Länge und 30 m Breite. Die Fläche des Flughafens beträgt 465 ha. Die Seehöhe beträgt 122 m.

## Geschichte
Die Stadt Dothan eröffnete im August 1940 ihren ersten Flughafen im Westen der Stadt an einem Ort, der heute als Westgate Park bekannt ist. Eastern Air Lines nahm im selben Monat den Flug nach Dothan mit Douglas DC-2 auf, die bald durch Douglas DC-3 ersetzt wurden. Eastern bediente Dothan weiterhin in den 1940er und 1950er Jahren und rüstete in den 1950er Jahren auf das Flugzeug Martin 4-0-4 um. Southern Airways nahm 1958 den Flugdienst nach Dothan mit DC-3 auf. Für kurze Zeit operierten sowohl Eastern als auch Southern in Dothan, bevor Eastern ihren Dienst einstellte. Southern Airways bediente Dothan weiterhin mit DC-3 und Martin 4-0-4, bis Southern Mitte der 1960er Jahre begann, McDonnell-Douglas DC-9-Düsenflugzeuge zu erwerben. Da es nicht möglich war, die Start- und Landebahnen des ursprünglichen Flughafens zu verlängern, um die Jets unterzubringen, zog der Flughafen im Februar 1965 an seinen heutigen Standort auf dem ehemaligen Napier Army Airfield um.
Der Regionalflughafen Dothan wurde am 15. Februar 1965 für den kommerziellen Betrieb eröffnet.  Der heutige Dothan Regional Airport entstand 1941 mit dem Bau des Napier Field als Teil eines expandierenden United-States-Army-Air-Corps-Projekts zur Ausbildung von zusätzlichem Personal für den Bedarf des Zweiten Weltkriegs. Napier Field wurde zu Ehren von Major Edward L. Napier aus Union Springs, Alabama, benannt. Major Napier war einer der ersten Flugchirurgen der Armee und kam bei einem Flugzeugabsturz auf dem McCook Field in Dayton, Ohio, ums Leben. Das erste Flugzeug startete am 1. Oktober 1941 von dem Feld. Die Armee deaktivierte das Feld am 31. Oktober 1945.
Dothan wurde ursprünglich von Eastern Air Lines angeflogen, die später 1958 durch Southern Airways ersetzt wurde. Southern Airways fusionierte 1979 mit North Central Airlines und Hughes Airwest und gründete Republic Airlines. Atlantic Southeast Airlines und Southeast Airlines nahmen im Oktober 1982 den Betrieb in Dothan auf. Southeastern war 1983 von Atlantic Southeast Airlines aufgekauft worden. Republic Airlines stellte ihren Betrieb in Dothan im April 1985 ein. Eastern Metro Express kam im Juni 1985 nach Dothan und stellte den Betrieb mit dem Untergang von Eastern Airlines am 17. Januar 1991 ein. Northwest Airlink nahm den Flug nach Dothan auf im September 1987 mit sechs täglichen Flügen nach Memphis. Northwest Airlink wurde Ende der 1990er Jahre eine hundertprozentige Tochtergesellschaft von Northwest Airlines und stellte am 3. März 2001 den Flug nach Dothan ein. Dothan wird derzeit von Delta von Atlanta, Georgia angeflogen.

## Flugbetrieb
Im Jahre 2022 wurden 38.517 Passagiere befördert. Im selben Jahr fanden 81.004 Flugbewegungen statt, davon 13,443 lokale Bewegungen, 18.749 Zwischenlandungen, 850 Air-Taxi-Flüge, 1.872 Frachtflüge und 46.090 militärische Flüge. In diesem Jahr waren hier 23 einmotorige und 28 zweimotorige Flugzeuge sowie 9 Jetflugzeuge stationiert.
Die wichtigste Fluggesellschaft für den Flughafen ist Delta Air Lines/Delta Connection.